# Albert Dauchez
Pour les articles homonymes, voir Dauchez.
Albert Dauchez est un archer français. Il a participé aux Jeux olympiques d'été de 1908 à Londres.

## Carrière
Albert Dauchez, membre de la Compagnie d'Arc Saint-Pierre Montmartre, participe aux épreuves de tir à l'arc aux Jeux olympiques d'été de 1908 : il obtient la 23e place avec 280 points en Double York Round et la sixième place en Continental Style.